# 加藤円夏
加藤 円夏（かとう まどか、通称:マディ、7月18日 - ）は、東京都世田谷区出身のDJ。

## 経歴/人物
血液型はA型。玉川大学文学部卒業後、渡英。ロンドン大学言語学修士課程修了。通訳、翻訳の仕事で活躍後、パーソナリティとしてデビュー。
過去にバックストリート・ボーイズ翻訳、「チャーリーズ・エンジェル」ルーシー・リュー・「バーティカル・リミット」ロビン・タニーのスタッフアシスタント兼通訳、Guns n' Roses「In Las Vegas」翻訳テロップ担当。
沖縄国際映画祭では立ち上げから第4回まで舞台挨拶のMCを務める。
イギリス留学の経験を活かして、InterFMではDJガイ・ペリマンや外国人ゲストの英語を日本語に通訳しながら進行している。

## 現在の担当番組

### テレビ
BSテレビ東京
- おんがく交差点（ナレーション）

### ラジオ
InterFM897（interfm）
- The Dave Fromm Show - アシスタント
  - 2024年4月5日 -

## 過去の担当番組

### ラジオ
Fm yokohama
- THE CHART
- Pop'n Magic
- HONEY BUNNY BABY

JFNC
- ENGLISH LIKE ABC
- COOL VIBES
- CO-CO MIX（金曜担当）
- レコレール（月・火、Shaulaの産休に伴う代理出演[3]、2023年12月4日 - 2024年3月24日）

InterFM897
- LHR -London Hit Radio-（2012年4月 - 2017年10月）
- THE GUY PERRYMAN SHOW（代打出演、2019年11月15日）

Backstage Café
- MORNING MUSIC MARKET（月曜・火曜担当、2018年11月5日[4] - 2019年10月29日[5]）

ポッドキャスト
- GAZOO METAPOLIS Green Style（2009年1月 - 2012年9月）

### テレビ
テレビ東京
- ゴッドタン
- SHOWBIZ COUNTDOWN
- 流派-R

フジテレビ
- めざましどようび内「めざうたコンペ」

WOWOW
- SEX AND THE CITY THE MOVIE　特別番組

MUSIC ON! TV
- 総力企画桑田佳祐MUSICMAN
- シャングリ・ラ ホテル 東京 presents THE JACKSONS 来日の軌跡 (出演含む)

BS朝日
- 王様の部屋の秘密
- Earth Friendly Mediaキャンペーンスポット

大人の趣味と生活向上◆アクトオンTV
- ムービープラス・J:COM
- 新しい靴を買わなくちゃ　公開記念特別番組

BS12 トゥエルビ
- 大槻ケンヂの日本のほほん化計画

## CMナレーション
- PAGEM